# Rhesala
Rhesala is een geslacht van vlinders van de familie van de spinneruilen (Erebidae).

## Soorten
- R. albolunata (Moore, 1882)
- R. biagi (Bethune-Baker, 1908)
- R. cervina (Moore, 1882)
- R. cineribasis Joannis, 1929
- R. curvata (Lucas, 1895)
- R. falcata Holloway, 2005
- R. fusiformis Holloway, 2005
- R. goleta (Felder & Rogenhofer, 1874)
- R. grisea (Hampson, 1916)
- R. imparata Walker, 1858
- R. inconcinnalis (Walker, 1865)
- R. irregularis Holloway, 1979
- R. keiensis (Prout, 1921)
- R. moestalis (Walker, 1866)
- R. natalensis (Hampson, 1926)
- R. nigriceps Hampson, 1895
- R. nigeriensis (Hampson, 1926)
- R. punctisigna Hampson, 1926

### Status onduidelijk
- R. inconspicua Rothschild, 1916
- R. nigra Bethune-Baker, 1906